# Skaraitiškė

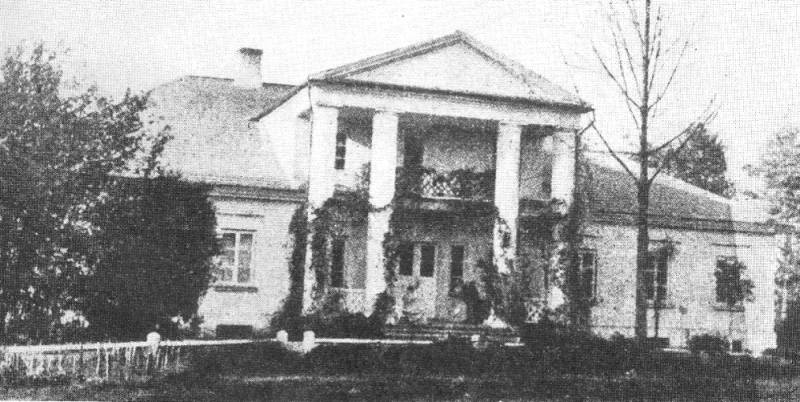
Front dworu, stan przed 1914 rokiem

Skaraitiškė (hist., pol. Skorojtyszki) – wieś na Litwie w rejonie rosieńskim okręgu kowieńskiego, 12 km na północny wschód od Rosieni.

## Historia
Nazwa tutejszych dóbr i wsi pochodzi ponoć od dawnych, może pierwszych ich właścicieli – rodziny Skoroyciów nieznanego herbu. Klucz skorojtyski był bardzo rozległy: obejmował ziemie i lasy od rzeki Dubissy aż do Szydłowa. Kolejnymi właścicielami majątku była rodzina Gapszewiczów. Jedna z Gapszewiczówien wyszła za Tomasza Syriatowicza, sędziego sądu powiatowego w Rosieniach. Na początku XIX wieku jego córka Tekla Syriatowiczówna, wychodząc za Jana Billewicza herbu Mogiła, prezesa sądu powiatowego w Rosieniach wniosła majątek tej rodzinie we wianie. W wyniku podziału majątku Skorojtyszki miały przypaść młodszemu ich synowi Franciszkowi (1820–1878), który tu mieszkał z matką. Jednak Franciszek Billewicz został w lutym 1863 roku aresztowany przez władze carskie i zesłany do Czembaru w guberni penzeńskiej. Na zesłanie towarzyszyły mu żona Kunegunda z domu Piłsudska (~1820–1877) i córka Urszula (~1840–1906). Majątek nie został skonfiskowany przez władze carskie, gdyż Tekla Billewiczowa zapisała go bezpośrednio swej wnuczce Urszuli, która wychodząc w 1878 roku za Leona Kontryma (1847–1906) herbu Odwaga (właściciela jednego z sąsiednich majątków) wniosła majątek we wianie do rodziny Kontrymów. Ich synowie: starszy Ignacy, a po jego śmierci w 1915 roku – młodszy Franciszek, który przejął majątek w 1918 roku, byli ostatnimi właścicielami Skorojtyszek. Po zajęciu majątku przez władze radzieckie, ostatni właściciele wraz z rodzinami zostali zesłani na Syberię, a majątek został znacjonalizowany. W 1995 roku majątek został zreprywatyzowany.
Prawdopodobnie w tutejszym dworze ukrywał się Kazimierz Kontrym po powstaniu listopadowym, do 1836 roku.
Pod koniec XIX wieku majątek liczył (wraz z folwarkiem Szkudziny) 780 dziesięcin ziemi.
Po III rozbiorze Polski w 1795 roku Skorojtyszki, wcześniej wchodzące w skład Księstwa Żmudzkiego Rzeczypospolitej znalazły się na terenie powiatu rosieńskiego guberni kowieńskiej Imperium Rosyjskiego. W II połowie XIX wieku należały do gminy Szydłowo. 10 października 1920 roku na podstawie umowy suwalskiej przyznano je Litwie, która w czerwcu 1940 roku została okupowana przez Armię Czerwoną, a następnie w sierpniu 1940 anektowana przez ZSRR w formie Litewskiej SRR. Litwa pozostawała w składzie ZSRR do roku 1990, gdy odzyskała niepodległość.
W 1970 roku wieś liczyła 94 mieszkańców, w 2001 roku mieszkało tu jedynie 9 osób, a w 2011 – 2.

## Dwór
Dawny drewniany dom został zastąpiony murowanym dworem przez Teklę Billewiczową w 1838 roku. Jest to budynek wzniesiony na wysokich sklepionych suterenach o kształcie prostokąta, dziewięcioosiowy, parterowy, w środkowej części piętrowy, kryty gładkim czterospadowym dachem. Trójosiowa część środkowa jest poprzedzona płytkim portykiem o dwóch parach kolumn w wielkim porządku, z szerokim interkolumnium. Kolumny dźwigają belkowanie i gładki trójkątny tympanon. Wewnątrz portyku, nad drzwiami wejściowymi był balkon.
Dom bardzo ucierpiał w czasie powstania styczniowego. Prawie całe jego urządzenie zostało zrabowane. Był sukcesywnie odtwarzany, jednak w czasie I wojny światowej został zajęty przez wojska niemieckie, a następnie częściowo spalony. Spaliły się również zabudowania gospodarcze. Po wojnie Franciszek sukcesywnie odtwarzał gospodarstwo, które w 1922 roku liczyło jedynie 11 ha, a w 1940 – już ponad 142 ha. Odtwarzał również wyposażenie dworu. Po znacjonalizowaniu dworu znaczna część zgromadzonego tu zabytkowego wyposażenia została wywieziona do okolicznych magazynów muzealnych.
W domu urządzono biuro kołchozu, mieszkali tu też jego pracownicy. W 1950 roku utworzono tu szkołę podstawową i przedszkole.
Obecnie dwór jest w ruinie. Wraz z pozostałością po jednym z budynków gospodarczych, pozostałością po bramie wjazdowej i fragmencie parku jest zarejestrowany jako zabytek.
Majątek Skorojtyszki został opisany w 3. tomie Dziejów rezydencji na dawnych kresach Rzeczypospolitej Romana Aftanazego.